# Chaetosopus violaceus
Chaetosopus violaceus là một loài bọ cánh cứng trong họ Cerambycidae.